# Малоніж
Малоніж (пол. Małoniż) — село в Польщі, у гміні Лащів Томашівського повіту Люблінського воєводства. Населення — 146 осіб (2011).

## Історія
За даними етнографічної експедиції 1869—1870 років під керівництвом Павла Чубинського, у селі переважно проживали греко-католики, усе населення розмовляло українською мовою.
У 1943—1944 роках польські шовіністи вбили в селі 4 українців.
У 1975—1998 роках село належало до Замойського воєводства.

## Демографія
Демографічна структура станом на 31 березня 2011 року:
|          | Загалом | Допрацездатний вік | Працездатний вік | Постпрацездатний вік |
| -------- | ------- | ------------------ | ---------------- | -------------------- |
| Чоловіки | 76      | 16                 | 50               | 10                   |
| Жінки    | 70      | 8                  | 41               | 21                   |
| Разом    | 146     | 24                 | 91               | 31                   |